# 佩尔内姆
佩尔内姆（Pernem），是印度果阿邦北果阿县的一个城镇。总人口5285（2001年）。

## 人口
该地2001年总人口5285人，其中男性2745人，女性2540人；0—6岁人口509人，其中男260人，女249人；识字率74.36%，其中男性为78.62%，女性为69.76%。